# Лобода, Александр Александрович
Александр Александрович Лобода (1885—1920) — лейтенант, вахтенный офицер крейсера «Варяг».

## Биография
Родился 24 мая 1885 года. В 1901 году был принят в Морской кадетский корпус.
6 мая 1903 года произведён в мичманы и назначен вахтенным офицером на крейсер «Варяг».
23 февраля 1904 года Лобода был награждён орденом св. Георгия 4-й степени
В воздаяние геройского подвига, оказанного крейсером 1-го ранга «Варяг» и мореходною канонерскою лодкою «Кореец» в бою 27 января 1904 года с японскою эскадрой.
В этом бою он был легко ранен.
Произведённый в лейтенанты Лобода был назначен в Балтийский флот. Состоял на крейсере «Алмаз». В 1909 году находился в заграничном плавании на этом крейсере и бежал, украв судовую кассу. Был пойман и осуждён на 1 год и 4 месяца заключения в крепости с лишением чинов и наград.
По отбытии заключения ему 25 сентября 1911 года был возвращён чин лейтенанта и награды и он отправлен в отставку.
После начала Первой мировой войны Александр Александрович вернулся на службу, и 16 февраля 1915 года был зачислен в Сибирский флотский экипаж на минный заградитель «Уссури». Далее на минном заградителе перечислен в формирующийся Отряд судов обороны Кольского залива в Александровске-на-Мурмане (ныне город Полярный). С апреля по декабрь 1915 года совершил переход из Владивостока через Средиземное море к месту базирования. 28 июня 1917 года произведён в старшие лейтенанты.
Во время Гражданской войны служил в армии Русского Севера, с октября 1919 года по февраль 1920 года был старшим офицером бронепоезда «Адмирал Колчак», 27 октября 1919 года награждён орденом св. Станислава 2-й степени с мечами.
В августе 1920 года был взят в плен красными и расстрелян под Холмогорами (по другим данным расстрелян в Вологде).